# 安东宁·什韦赫拉
安东宁·什韦赫拉（1873年4月15日—1933年12月12日），是捷克斯洛伐克农业和小佃农共和党政治家。他曾担任过三届捷克斯洛伐克总理，被认为是第一共和国时期的重要政治人物之一。

## 延伸阅读
- Daniel E Miller, Forging Political Compromise: Antonín Švehla and the Czechoslovak Republican Party, 1918–1933, University or Pittsburgh Press, 1999.